# Rada Języka Farerskiego
Rada Języka Farerskiego (far. Føroyska málnevndin) – ciało zajmujące się ochroną, regulacją oraz promowaniem języka farerskiego. Jest to język urzędowy archipelagu Wysp Owczych, terytorium zależnego, wchodzącego w skład Danii, cieszącego się jednak dużą autonomią. Jednym z zadań Rady jest także odpowiadanie na wszelkie pytania dotyczące nazw własnych w języku farerskim.
Radę Języka Farerskiego założono w kwietniu 1985 roku. Ciało to jest jednym z organów farerskiego Ministerstwa Kultury. Powołana została ustawą z 1 stycznia 1985, w której opisano ponadto między innymi: cele, sposób finansowania, skład, a także miejsce obrad Rady. Siedziba Føroyska málnevndin znajduje się w Tórshavn, w jednym z budynków Uniwersytetu Wysp Owczych, zwanym Málstovan.
Rada wydaje gazetę zwaną Orðafar. Wydała także trzy książki:
- Jóhan Hendrik W. Poulsen: Nøkur teldorð. Wyd. 1. Tórshavn: Føroyska málnevndin, 1985. Brak numerów stron w książce
- Jóhan Hendrik W. Poulsen: Fólkanøvn: Úrval til leiðbeiningar. Wyd. 1. Tórshavn: Føroyska málnevndin, 1989. Brak numerów stron w książce
- Jóhan Hendrik W. Poulsen: Nøkur teldorð. Wyd. 2. Tórshavn: Føroyska málnevndin, 1990. Brak numerów stron w książce
- Jeffrei Henriksen: Mál- og bókmentaorðalisti. Wyd. 1. Tórshavn: Føroyska málnevndin, 2003. Brak numerów stron w książce

## Członkowie Rady Języka Farerskiego
Do Rady wybieranych jest pięciu członków z pięciu różnych organizacji. Okres ich urzędowania wynosi cztery lata. Członkowie spotykają się przynajmniej raz w miesiącu. Obecnie, od 1 października 2009 roku do 30 września 2013 w skład Rady Języka Farerskiego wchodzą:
- Jógvan í Lon Jacobsen – przewodniczący, zamieszkały w Tórshavn profesor (Uniwersytet Wysp Owczych)
- Sólvá Jónsdóttir – wiceprzewodnicząca, zamieszkała w Hvalvík, doradca w sprawach programu nauczania (Ministerstwo Kultury)
- Erling Isholm – zamieszkały w Tórshavn, nauczyciel gramatyki (Rada Nauczycieli Języka Farerskiego)
- Anna V. Ellingsgaard – zamieszkała w Hoyvík, dziennikarka (Farerska Unia Mediów)
- Heðin M. Klein – zamieszkały w Tórshavn, nauczyciel (Farerska Rada Autorów)